# Puerta de los Leones (Micenas)
La Puerta de los Leones es la entrada principal a la ciudadela de Micenas. Fue construida en el siglo XIII a. C. sobre el lado noroeste de la acrópolis y debe su nombre a una escultura en relieve de dos leonas en una pose heráldica que se encuentra sobre la entrada. La Puerta de los Leones es la única pieza de escultura monumental que sobrevive de Micenas, como también la mayor escultura prehistórica del Egeo.

## Entradas
La mayor parte de la muralla ciclópea de Micenas, incluida la Puerta de los Leones, fue construida durante la segunda ampliación de la ciudadela que se llevó a cabo a fines del Período heládico IIIA (siglo XIII a. C). En esa época, las fortificaciones también incluían el círculo de tumbas A, sitio de enterramiento de las familias reales del siglo XVI a. C. dentro de las murallas de la ciudad. Este círculo de tumbas fue descubierto al este de la Puerta de los Leones, donde se había construido también una pared períbolo. Luego de la ampliación, se podía ingresar a Micenas por dos entradas, una principal y una posterior, aunque la característica distintiva fue la remodelación de la entrada principal a la ciudadela, conocida como la Puerta de los Leones, sobre el flanco noroeste que se construyó hacia el año 1250 a. C.
Se llegaba a la Puerta de los Leones mediante una rampa en parte natural en parte construida por el hombre, emplazada sobre un eje en dirección noroeste-sureste. El flanco este del camino de llegada se encuentra flanqueado por la pendiente suave del recinto primitivo. Esto fue embellecido con una nueva fachada. Sobre el lado oeste hay un bastión rectangular de 14.80 m de largo y 7.23 m de ancho, construido en un estilo pseudo-sillado de un conglomerado de grandes rocas. El término "ciclópeo" fue por lo tanto utilizado para mostrar que las estructuras antiguas habían sido construidas por la raza de gigantes legendarios cuya cultura se pensaba había precedido a los griegos clásicos, tal como se contaba en sus mitos. Entre la pared y el bastión, la rampa se acerca a un pequeño patio descubierto que mide 15 m x 7.23 m, posiblemente con el propósito de limitar la cantidad de atacantes sobre la puerta. El bastión sobre el lado derecho de la puerta facilitaba las acciones de defensa contra el lado derecho de los atacantes, que por lo general era vulnerable ya que portaban sus escudos sobre el brazo izquierdo. Al final del camino se encuentra la Puerta de los Leones.

## Construcción

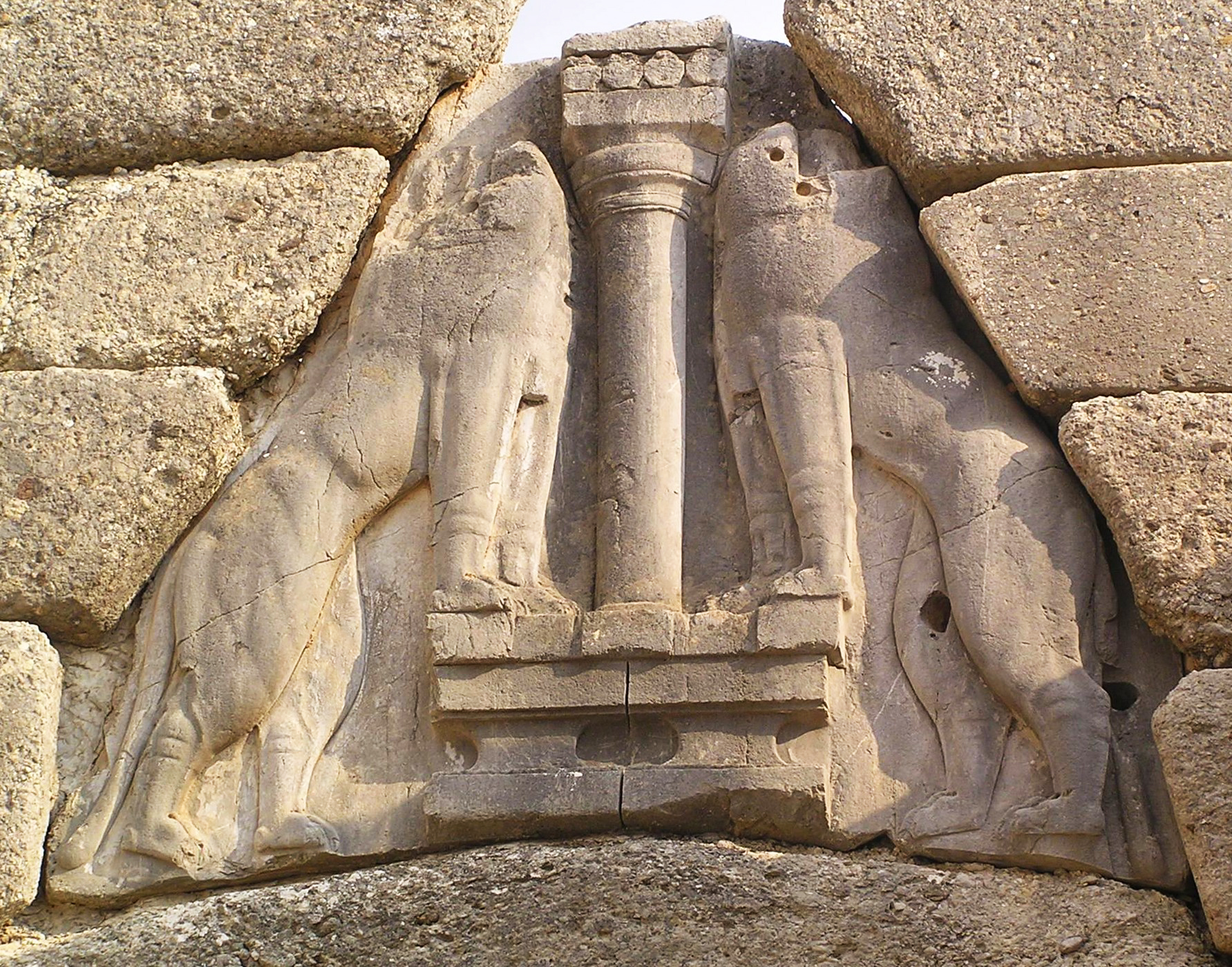
Las leonas enfrentadas ubicadas a cada lado de un pilar arriba del dintel.

La puerta de los Leones es una construcción maciza e imponente, que mide 3,1 m de ancho y 2,95 m de alto en su base. Se angosta al elevarse, midiendo 2,78 m bajo el dintel. La abertura se cerraba mediante una puerta doble fijada a una viga vertical que hacía de pivote sobre el cual giraba la puerta.
Las jambas de la puerta, son dos grandes monolitos coronados con un gran dintel que mide 4,5 x 2,0 x 0,8 m. Sobre el dintel, la estructura da forma a un falso arco construido mediante la técnica de aproximación de hileras, dejando una abertura que reduce el peso que debe soportar el dintel. En este espacio, se ubica una gran placa de piedra caliza en la cual dos leonas enfrentadas talladas en medio relieve se yerguen a cada lado de la columna protodórica central (fuste, collarino, astrágalo, equino y ábaco), rematada con una decoración de rosetas. Las cabezas de los animales fueron talladas en forma separada y se han perdido. El pilar con motivos circulares en su cima se encuentra ubicado sobre una plataforma tipo altar sobre la cual se ubican las patas delanteras de las leonas. Algunos arqueólogos han sugerido que el pilar era un objeto sagrado y un símbolo del poder de los micenaicos, y que el pilar representaba su diosa.
Esta puerta de acceso a la ciudadela con su presencia imponente, representando dos leonas puede haber sido un emblema de los reyes de Micenas y un símbolo de su poder. Se ha sostenido que las leonas son un símbolo de la diosa Hera. La Puerta de los leones puede compararse con las puertas de la ciudadela hitita de la Edad de Bronce de Hattusa, en Asia Menor. Dado que las cabezas de los animales eran de un material diferente al de sus cuerpos y originalmente miraban hacia quienes se aproximaban a la puerta, varios estudiosos han sugerido que eran bestias compuestas, probablemente esfinges, según las tradiciones típicas del Medio Oriente. En la parte superior del pilar hay una fila de cuatro discos, aparentemente representan troncos que sostienen una pieza escultórica que se ha perdido.